# Nord LB Open 2008
Il Nord LB Open 2008 è stato un torneo di tennis facente parte della categoria ATP Challenger Series nell'ambito dell'ATP Challenger Series 2008. Il torneo si è giocato a Braunschweig in Germania dal 16 al 22 giugno 2008 su campi in terra rossa e aveva un montepremi di €106 500+H.

## Vincitori

### Singolare
Nicolas Devilder ha battuto in finale  Sergio Roitman con il punteggio di 6–4, 6–4

### Doppio
Marco Crugnola /  Óscar Hernández hanno battuto in finale  Werner Eschauer /  Philipp Oswald con il punteggio di 7–6(4), 6–2